# Alexandre Croisez
Alexandre Croisez est un harpiste et compositeur français né le 8 mai 1814 à Paris et mort le 26 juillet 1886 à Versailles. 

## Biographie
Pierre Alexandre Croisez naît le 9 mai 1814 à Paris,.  
En 1825, il entre au Conservatoire de Paris, en classe de solfège initialement puis dans la classe de harpe de Naderman. Il est aussi élève en composition de Halévy.  
En 1831, il obtient un 1er prix de harpe au Conservatoire,.  
Comme musicien, il est ensuite membre de l'Orchestre de l'Opéra-Comique mais se tourne rapidement vers l'étude du piano et la composition pour cet instrument, domaine plus lucratif. Il publie dès lors de très nombreuses pièces de caractère, fantaisies, caprices, thèmes variés et autres morceaux de genre pour le piano, qui obtiennent du succès,.  
Pour le musicologue Joël-Marie Fauquet, Croisez est ainsi « l'un des auteurs les plus féconds et des plus joués par les amateurs au XIXe siècle ».    
En 1884, Alexandre Croisez est nommé officier d'Académie.
Il meurt le 26 juillet 1886 à Versailles,.